# 1819 en santé et médecine
| Années de la santé et de la médecine : 1816 - 1817 - 1818 - 1819 - 1820 - 1821 - 1822    |
| Décennies de la santé et de la médecine : 1780 - 1790 - 1800 - 1810 - 1820 - 1830 - 1840 |

Cet article présente les faits marquants de l'année 1819 en santé et médecine.

## Événements
- 16 juillet : en France, circulaire du Ministre de l'intérieur sur l'amélioration du sort des aliénés[1].
- 24 juillet : Joseph Récamier réalise la première hystérectomie totale par voie vaginale[2].
- Date à préciser :
  - Fondation de l'Hôpital général de Montréal.
  - Clarke Abel devient membre de la Royal Society.

## Publications
- Laennec fait paraître son traité  De l'auscultation médiate, publication officielle de l'invention du stéthoscope[3],[4].
- Pierre Trannoy publie un Traité élémentaire des maladies épidémiques ou populaires à l'usage des officiers de santé[5].
- C.F. Vandeburgh : The mariner’s medical guide[6],[7].

## Naissances
- 17 mai : Barnabas Wood (mort en 1875), dentiste et inventeur américain.
- 9 août : William Morton (mort en 1868), dentiste américain, auteur en 1846 de la première extraction dentaire sous anesthésie par l'éther[8],[9].
- 18 novembre : Pierre Coullery (mort en 1903), médecin et homme politique suisse.

## Décès

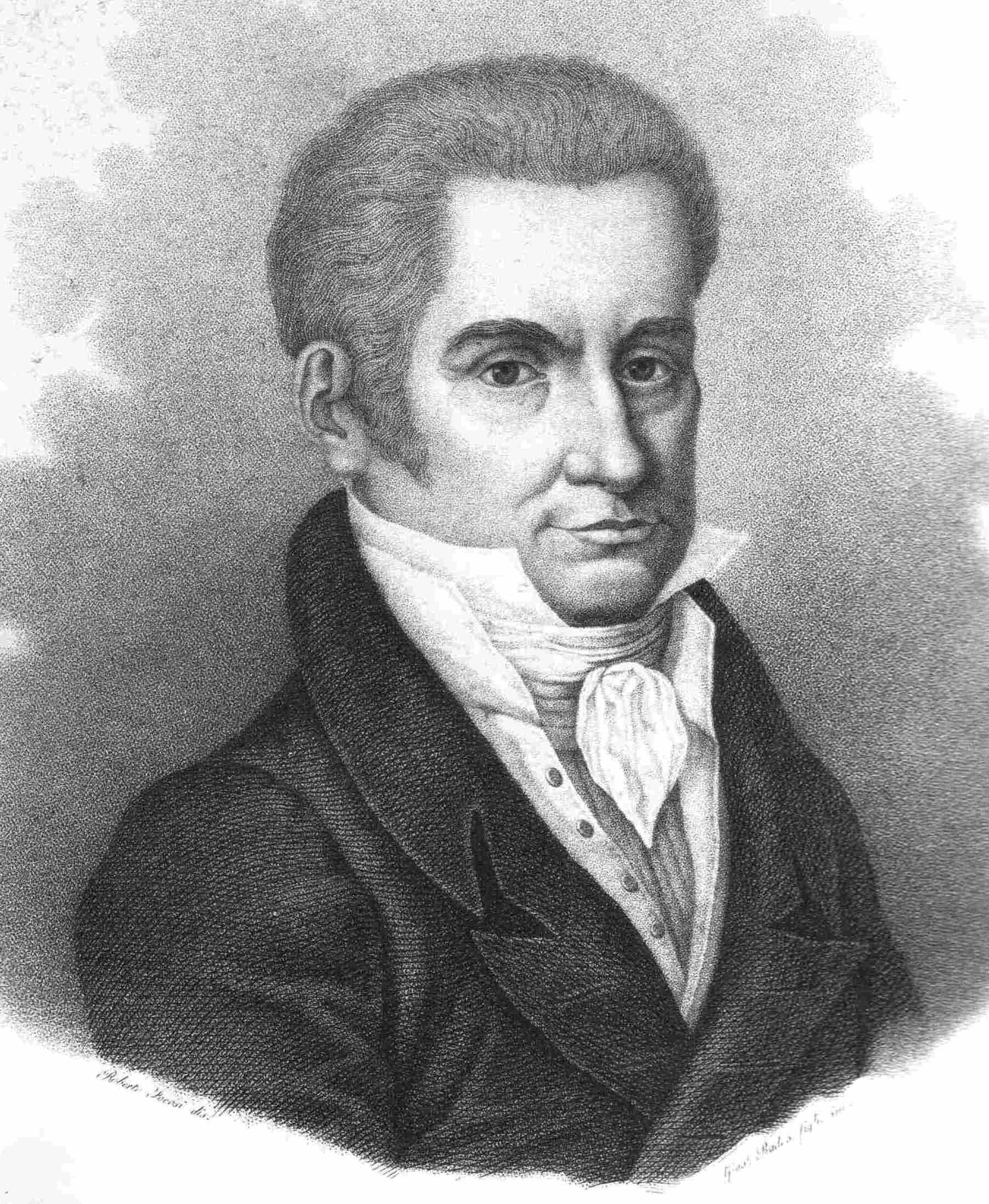
Pierre Rubini

- 15 mai : Pierre Rubini (né en 1760), médecin italien[10].
- 14 août : Erik Acharius (né en 1757), botaniste et médecin suédois.